# Campo di Battaglia
Campo di Battaglia is een Italiaanse dramafilm uit 2024, geregisseerd en mede geschreven door Gianni Amelio. De hoofdrollen worden vertolkt door Alessandro Borghi, Gabriel Montesi en Federica Rosellini.

## Verhaal
Stefano en Giulio zijn twee jeugdvrienden die tijdens de Eerste Wereldoorlog als medische officieren in hetzelfde militaire hospitaal werken. Naast hun liefde voor dezelfde vrouw, hebben de twee ook tegengestelde visies op hun plicht als artsen, wanneer een van hen in het geheim de ernstigste gewonden probeert in het hospitaal te houden zodat ze niet teruggestuurd kunnen worden naar het front op weg naar een zekere dood.

## Rolverdeling
| Acteur             | Personage         |
| ------------------ | ----------------- |
| Alessandro Borghi  | Stefano Zorzi     |
| Gabriel Montesi    | Giulio Farrasi    |
| Federica Rosellini | Anna              |
| Giovanni Scotti    | Vincenzo Tummino  |
| Vince Vivenzio     | Vincenzo Fiorillo |
| Alberto Cracco     |                   |
| Luca Lazzareschi   |                   |
| Maria-Grazia Plos  |                   |
| Rita Bosello       |                   |

## Productie
De film werd geproduceerd door Kavac Film, IBC Movie, One Art en Rai Cinema, met medewerking van de Regione Friuli Venezia Giulia Film Commission en de Trentino Film Commission.

### Filmopnames
Er werd tussen september en oktober 2023 twaalf dagen lang gefilmd in de gemeenten Udine, Tolmezzo, Venzone, Cormons, Osoppo, Gorizia en op het landgoed van Villa Manin in Codroipo. Filmopnames gebeurden ook in Trentino-Zuid-Tirol van 30 oktober tot 5 december 2023, met opnames in Rovereto, Fort Cherle in Folgaria, Fort Busa Grande in Vignola-Falesina en nabij Bleggio Superiore. Op 9 en 10 januari 2024 vonden er opnames plaats in Toscane op het Monte Amiata-station in Montalcino en van 16 tot 19 mei 2024 nabij de spoorlijn Arezzo-Sinalunga.

## Release
Campo di Battaglia ging op 31 augustus 2024 in première op het Filmfestival van Venetië in de competitie voor de Gouden Leeuw.

## Prijzen en nominaties
De belangrijkste:
| Jaar | Prijs                    | Categorie    | Genomineerde(n) | Uitslag     |
| ---- | ------------------------ | ------------ | --------------- | ----------- |
| 2024 | Filmfestival van Venetië | Gouden Leeuw | Gianni Amelio   | Genomineerd |